# Бассейн полезного ископаемого
Бассейн полезного ископаемого — замкнутая область непрерывного или почти непрерывного распространения пластовых осадочных полезных ископаемых, связанных с определённой формацией горных пород (месторождений). Для разных частей бассейна полезного ископаемого характерна общность геолого-исторического процесса накопления осадков в единой большой тектонической структуре (прогибе, грабене, синеклизе).
Бассейны полезных ископаемых свойственны месторождениям угля (Кузнецкий, Донецкий, Подмосковный, Валансьенский и др.), нефти и горючего газа (Волго-Уральский, Западно-Сибирский, Персидского залива и др.), нерудных полезных ископаемых (соляные бассейны — Артёмовск-Славянский, Соликамский, Иркутский, Штасфуртский и др.), рудных месторождений (Криворожский железорудный, Никопольский марганцеворудный и др.).

## Виды бассейнов полезного ископаемого
Различают такие бассейны полезного ископаемого:
- угленосные,
- нефтегазоносные,
- соленосные,
- железорудные и др.